# Ernani Sales
Ernani Sales (Juiz de Fora, 7 de outubro de 1953) é um ex-futebolista brasileiro que atuava como goleiro.

## Carreira
Ernani iniciou sua carreira no São Cristóvão em 1969, mas passou dois anos fora do futebol para trabalhar. Em 1973, chegou ao juvenil do Olaria e, seis meses depois, já estava no time principal.
Em 1974, foi convocado para a Seleção Brasileira Olímpica que disputaria o Sul-Americano, mas cortado posteriormente, para operar das amidalas.
Em 1976, foi emprestado ao CSA, para disputar o Campeonato Brasileiro.
Retornou ao Olaria e disputou 7 partidas no Campeonato Carioca de 1977.
Em junho de 1977, foi emprestado ao Santos até o fim do ano por 200 mil cruzeiros. Naquele ano, atuou na despedida do Pelé nos Estados Unidos, quando o Peixe enfrentou o NY Cosmos, e foi campeão do Torneio Triangular do México. Era titular com o treinador Otto Glória, mas com a chegada de Ramos Delgado perdeu espaço. Fez 33 jogos pelo clube.
Retornou ao Olaria e foi vendido ao America-RJ, em 1979.
Ficaria no America até 1985, onde se aposentou.

### Títulos
Santos
- Torneio Triangular do México: 1977[11]

America-RJ
- Torneio dos Campeões da CBF: 1982
- Taça Rio: 1982